# Dasycyrton arrayanensis
Dasycyrton arrayanensis là một loài ruồi trong họ Asilidae. Dasycyrton arrayanensis được Artigas miêu tả năm 1970.